# 浮島現象

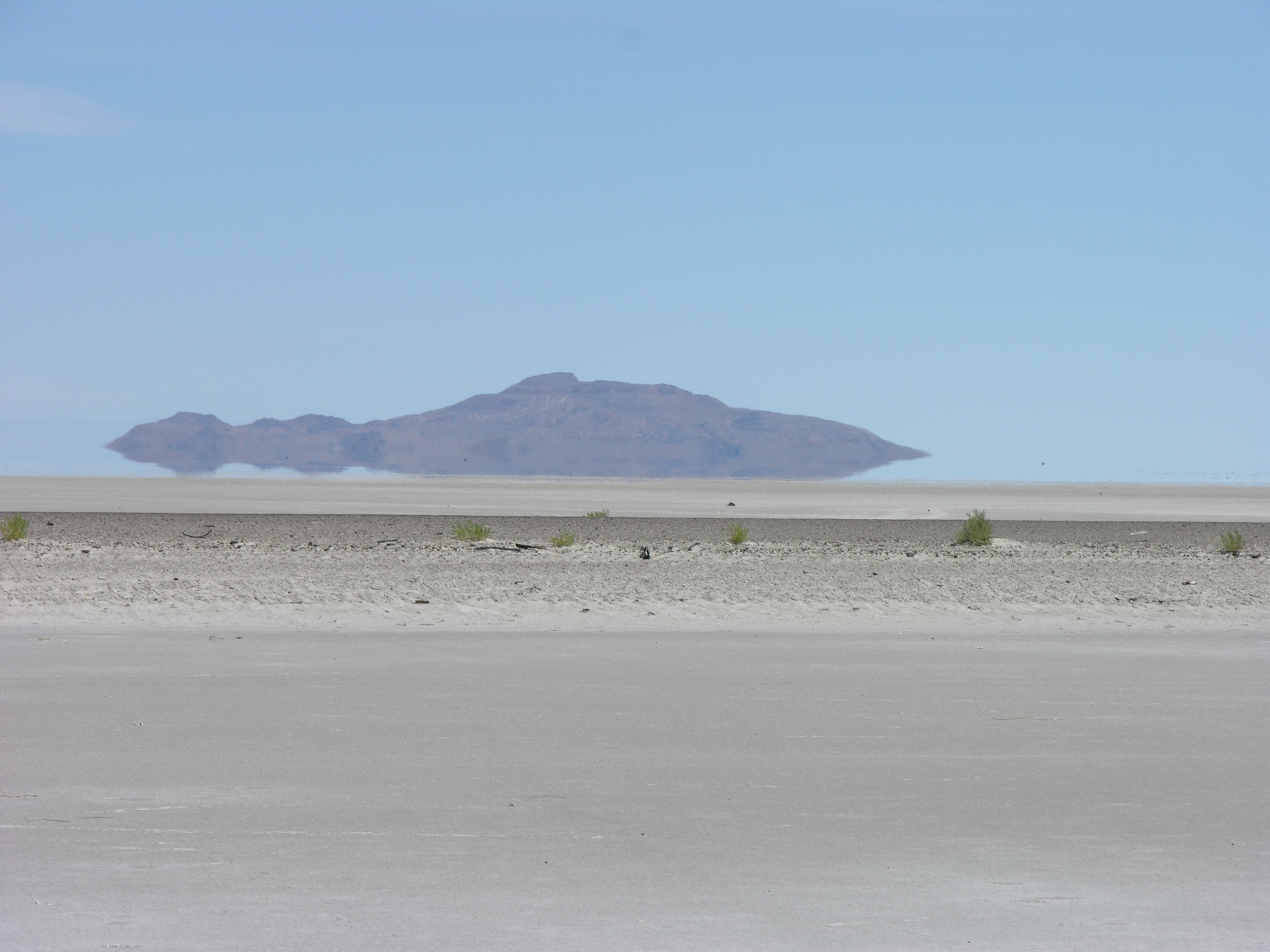
ユタ州・グレートソルト湖の浮島現象

浮島現象（うきじまげんしょう）は、下位蜃気楼（inferior mirage）、特に冬季に対岸が空中に浮いた島のように見える下位蜃気楼をいう 。島浮き（しまうき）、浮景（ふけい）ともいう。

## 要因
下位蜃気楼である浮島現象は、上冷下暖の2つの空気層があるときに、高密度の冷気層と低密度の暖気層の境界で光の屈折が生じることで起こる 。なお、逃げ水も下位蜃気楼であるが、特に夏季に多く見られる。